# Jakob Eßer
Jakob Eßer (* 1. Juli 1901; † 27. Oktober 1969) war ein deutscher sozialdemokratischer Kommunalpolitiker und von 1948 bis 1956 Bürgermeister von Hürth.

## Leben
Eßer arbeitete als Vorarbeiter und gehörte vor 1933 dem Hürther Gemeinderat an. Er war einer von fünfzehn führenden  Sozialdemokraten aus Hürth, die am 28. Juni 1933 von den Nationalsozialisten festgenommen wurden. Zunächst wurde er im Keller des Hermülheimer Rathauses inhaftiert und bei den Verhören misshandelt. Nach einer Zwischenstation im Kölner Polizeigefängnis am Bonner Wall wurde er am 14. August 1933 mit zwölf weiteren politischen Gefangenen in das KZ Brauweiler verlegt. Seine Freilassung erfolgte Anfang Oktober 1933.
Nach dem Zweiten Weltkrieg wurde Eßer 1945 auf Vorschlag des Gleueler Pfarrers Alphons Grüter von den Amerikanern zum Ortsbürgermeister von Gleuel ernannt. Drei Jahre später wurde er am 29. Oktober 1948 als Nachfolger von Karl Pimpertz zum Bürgermeister der Gemeinde Hürth gewählt. Er trat 1956 aus Gesundheitsgründen zurück und übergab das Amt an Heinrich Vomhof.

## Ehrungen
In Gleuel wurde der Jakob-Eßer-Platz nach ihm benannt.